# Кокочу (бэсут)
Кокочу (монг. Хөхөчү) — полководец и нойон-тысячник Чингисхана, один из его приёмных братьев. 

## Биография
«Сокровенное сказание монголов» ничего не сообщает о раннем детстве и настоящих родителях Кокочу, однако известно, что он происходил из племени бэсут, подчинённого тайджиутам Когда  будущий Чингисхан — молодой нойон Тэмуджин, решив основать собственное государство, откочевал от бывших союзников, во время пути монголы наткнулись на тайджиутский лагерь. Испугавшись людей Тэмуджина, тайджиуты спешно покинули свои кочевья, в одном из которых и был обнаружен маленький Кокочу. Мальчика взяла к себе мать Тэмуджина Оэлун, помимо Кокочу воспитавшая ещё троих приёмных сыновей: Кучу, Шиги-Хутуху и Борохул.
Повзрослев, Кокочу стал верным сподвижником Тэмуджина, и за свои заслуги был впоследствии пожалован в нойоны-тысячники. Проводя развёрстку войск, Чингисхан отдал тысячи Кокочу и Кучу под начальствование своего младшего брата Тэмуге-отчигина.
Когда из-за козней шамана Теб-Тенгри, пожелавшего захватить власть в улусе, между Чингисханом и его братьями вспыхнула ссора, одного из них, Джочи-Хасара, удалось спасти от расправы благодаря вмешательству Кокочу и Кучу. Узнав о том, что Хасара было приказано взять под стражу, Кокочу и Кучу поспешили рассказать о случившемся Оэлун, и та, приехав к Чингису, убедила отпустить брата.